# Caunettes-en-Val
Caunettes-en-Val település Franciaországban, Aude megyében. Lakosainak száma 56 fő (2022. január 1.). Caunettes-en-Val Lagrasse, Mayronnes, Rieux-en-Val, Saint-Martin-des-Puits és Saint-Pierre-des-Champs községekkel határos.

## Népesség
A település népessége az elmúlt években az alábbi módon változott:
| Lakosok száma | 60   | 57   | 58   | 55   | 52   | 47   | 44   | 52   | 56   | 56   |
|               | 1968 | 1982 | 1990 | 2006 | 2013 | 2015 | 2017 | 2019 | 2020 | 2022 |